# Grupp A vid herrarnas turnering i fotboll vid olympiska sommarspelen 2016
Grupp A i herrarnas turnering i fotboll vid olympiska sommarspelen 2016 spelades mellan den 4 och 10 augusti 2016 i sex matcher där alla mötte varandra en gång. De två främsta i gruppen avancerade till utslagsspelet.

## Tabell
| Nr | Lag       | S | V | O | F | GM | IM | MS | P |
| -- | --------- | - | - | - | - | -- | -- | -- | - |
| 1  | Brasilien | 3 | 1 | 2 | 0 | 4  | 0  | +4 | 5 |
| 2  | Danmark   | 3 | 1 | 1 | 1 | 1  | 4  | −3 | 4 |
| 3  | Irak      | 3 | 0 | 3 | 0 | 1  | 1  | 0  | 3 |
| 4  | Sydafrika | 3 | 0 | 2 | 1 | 1  | 2  | −1 | 2 |

## Matcher

### Irak mot Danmark
| 1 | 4 augusti 2016 13:00 UTC−3 | Estádio Nacional de Brasília000 Brasília000 |

| Irak | Irak    | 0 – 0 | Danmark | Danmark |
| Irak | Rapport |       |         | Danmark |
|      |         |       |         |         |

|  |  |  |

| Domare: César Arturo Ramos (Mexiko) | Publik: 18 000 |  |

### Brasilien mot Sydafrika
| 3 | 4 augusti 2016 16:00 UTC−3 | Estádio Nacional de Brasília000 Brasília000 |

| Brasilien | Brasilien | 0 – 0 | Sydafrika | Sydafrika |
| Brasilien | Rapport   |       |           | Sydafrika |
|           |           |       |           |           |

|  |  |  |

| Domare: Antonio Mateu Lahoz (Spanien) | Publik: 69 389 |  |

### Danmark mot Sydafrika
| 14 | 7 augusti 2016 19:00 UTC−3 | Estádio Nacional de Brasília000 Brasília000 |

| Danmark | Danmark         | 1 – 0           | Sydafrika | Sydafrika |
| Danmark | Robert Skov 69′ | (0 – 0) Rapport |           | Sydafrika |
|         |                 |                 |           |           |

|  |  |  |

| Domare: Ryuji Sato (Japan) | Publik: 32 314 |  |

### Brasilien mot Irak
| 16 | 7 augusti 2016 22:00 UTC−3 | Estádio Nacional de Brasília000 Brasília000 |

| Brasilien | Brasilien | 0 – 0 | Irak | Irak |
| Brasilien | Rapport   |       |      | Irak |
|           |           |       |      |      |

|  |  |  |

| Domare: Ovidiu Hațegan (Rumänien) | Publik: 65 829 |  |

### Danmark mot Brasilien
| 23 | 10 augusti 2016 22:00 UTC−3 | Arena Fonte Nova000 Salvador000 |

| Danmark | Danmark | 0 – 4           | Brasilien                                                  | Brasilien |
| Danmark |         | (0 – 2) Rapport | 26′, 80′ Gabriel Barbosa 40′ Gabriel Jesus 50′ Luan Garcia | Brasilien |
|         |         |                 |                                                            |           |

|  |  |  |

| Domare: Alireza Faghani (Iran) | Publik: 41 067 |  |

### Sydafrika mot Irak
| 24 | 10 augusti 2016 22:00 UTC−3 | Arena Corinthians000 São Paulo000 |

| Sydafrika | Sydafrika      | 1 – 1           | Irak                | Irak |
| Sydafrika | Gift Motupa 6′ | (1 – 1) Rapport | 14′ Saad Abdul-Amir | Irak |
|           |                |                 |                     |      |

|  |  |  |

| Domare: Roddy Zambrano (Ecuador) | Publik: 37 742 |  |